# Galileo (serie televisiva)
Galileo (ガリレオ?, Garireo) è un dorama stagionale autunnale di Fuji TV mandato in onda nel 2007 e seguito da uno special l'anno successivo, intitolato Galileo: Episodio Zero. Basato su una serie di romanzi di successo dello scrittore di polizieschi Keigo Higashino intitolato Detective Galileo.
Esso narra le vicende e i casi occorsi a Kaoru, un detective, e a Yukawa, un professore universitario in prova: la coppia risolverà assieme molti casi misteriosi.

## Trama
Kaoru è un poliziotto con un forte senso della giustizia appena assegnato alla squadra omicidi: il primo caso in cui si trova coinvolto lo vede investigare su un delitto rimasto insoluto a causa dei risvolti apparentemente soprannaturali che circondano il fatto.
Cerca a tal riguardo l'aiuto di Shunpei, un vecchio ed abile investigatore, il quale lo presenta a sua volta al suo vecchio compagno di college ed ora professore associato presso l'università Teito, Yukawa. Questi è uno scienziato e ricercatore, alto e bello e prestante, brillante ma anche abbastanza eccentrico interessato alla fisica teorica e proprio per questa sua passione soprannominato Galileo.
Insieme, la coppia si troverà a dover districare molti misteri riguardanti crimini rimasti irrisolti ed apparentemente impossibili da sbrogliare.

## Protagonisti
- Masaharu Fukuyama
- Kou Shibasaki
- Hiroshi Shinagawa
- Kazuki Kitamura
- Ikkei Watanabe
- Miki Maya

### Star ospiti
- Tsuyoshi Hayashi - Kensuke Murase
- Hiroaki Fukui - Takashi Kobuchizawa
- Akira Kitamura - Mana (ep. 1)
- Aoi - Saeko Taniguchi
- Kinako Kobayashi
- Takahiro Ito
- Mayu Miura
- Toshiaki Karasawa - Tatsuo Kanamori (ep. 1)
- Akira Kitamura - (ep. 1)
- Susumu Kobayashi - (ep. 1)
- Ryo Tajima - (ep. 1)
- Masanori Ishii - Kurita (ep. 2)
- Yoshikazu Ebisu - (ep. 2)
- Mantaro Koichi - Hiroshi Uemura (ep. 2)
- Yuki Imai - Tadahiro Uemura (ep. 2)
- Mihoko Abukawa - Yuki Takeda (ep. 2)
- Ryōko Hirosue - Yayoi Kanzaki (ep. 3)
- Masahiro Komoto - Masaki Takano (ep. 3)
- Yumiko Deguchi - (ep. 3)
- Shingo Katori - Shoichi Tagami (ep. 4)
- Sora Aoi - Reiko Shinozaki (ep. 4)
- Suzuka Ohgo - Akiho Yajima (ep. 5)
- Miki Mizuno - Takako Yajima (ep. 5)
- Tomohisa Yuge - (ep. 5)
- Kotaro Okamoto - Tadaaki Yajima (ep. 5)
- Maki Horikita - Remi Morisaki (ep. 6)
- Satomi Tezuka - Morisaki Yumiko (ep. 6)
- Hirofumi Arai - Hachiro Sakaki (ep. 6)
- Yoko Oshima - (ep. 6)
- Shigeyuki Totsugi - (ep. 7)
- Kyōko Fukada - Shizuko (ep. 7)
- Denden - Superintendent (ep. 7)
- Seiko Takuma - (ep. 8)
- Kazumasa Taguchi - (ep. 8)
- Mansaku Fuwa (ep. 9)
- Takeshi Masu - (ep. 9 e 10)
- Manami Honjou - (ep. 9 e 10)

## Episodi
1. Weirdo Genius Scientist
2. The Mystery of the OL Murdere and the Flying Boy!
3. A Missing Husband and the Dark House Cursed by a Ghost!
4. Dangerous Seduction of the Handsome Prodigal Killer
5. The Mystery of the Fireball and the Perfect Closed-room Murder
6. Future Love and a Long Night Together
7. The Beautiful Wife's Favorite Murder Device of Horror
8. The Ghost who Notified Her Sister of the Murder
9. Serial Murders Set Up by the Devil
10. KISS Me on Christmas Eve!